# Тропічні ночі (фільм)
Тропічні ночі (нім. Tropennächte) — американський німецькомовний драматичний фільм 1931 року режисера Лео Міттлера з Дітою Парло, Робертом Тьореном і Фріцем Грейнером у головних ролях. Фільм був однією з п'яти багатомовних версій американського фільму «Небезпечний рай» (1930), знятого Paramount на студії Joinville в Парижі. Вони були відзняті в роки після появи звукового кіно, до того, як практика дубляжу стала широко поширеною. Фільм, як і оригінальна американська постановка, заснований на романі Джозефа Конрада «Перемога» 1915 року.

## Актори
- Діта Парло в ролі Альми
- Роберт Тьорен — Хейст
- Фріц Грейнер — Шомберг
- Ельзе Хеллер — фрау Шомберг
- Фріц Расп у ролі Джонса
- Манфред Фюрст — Рікардо
- Вернер Холлман — Занджакомо